# David Barmasai Tumo

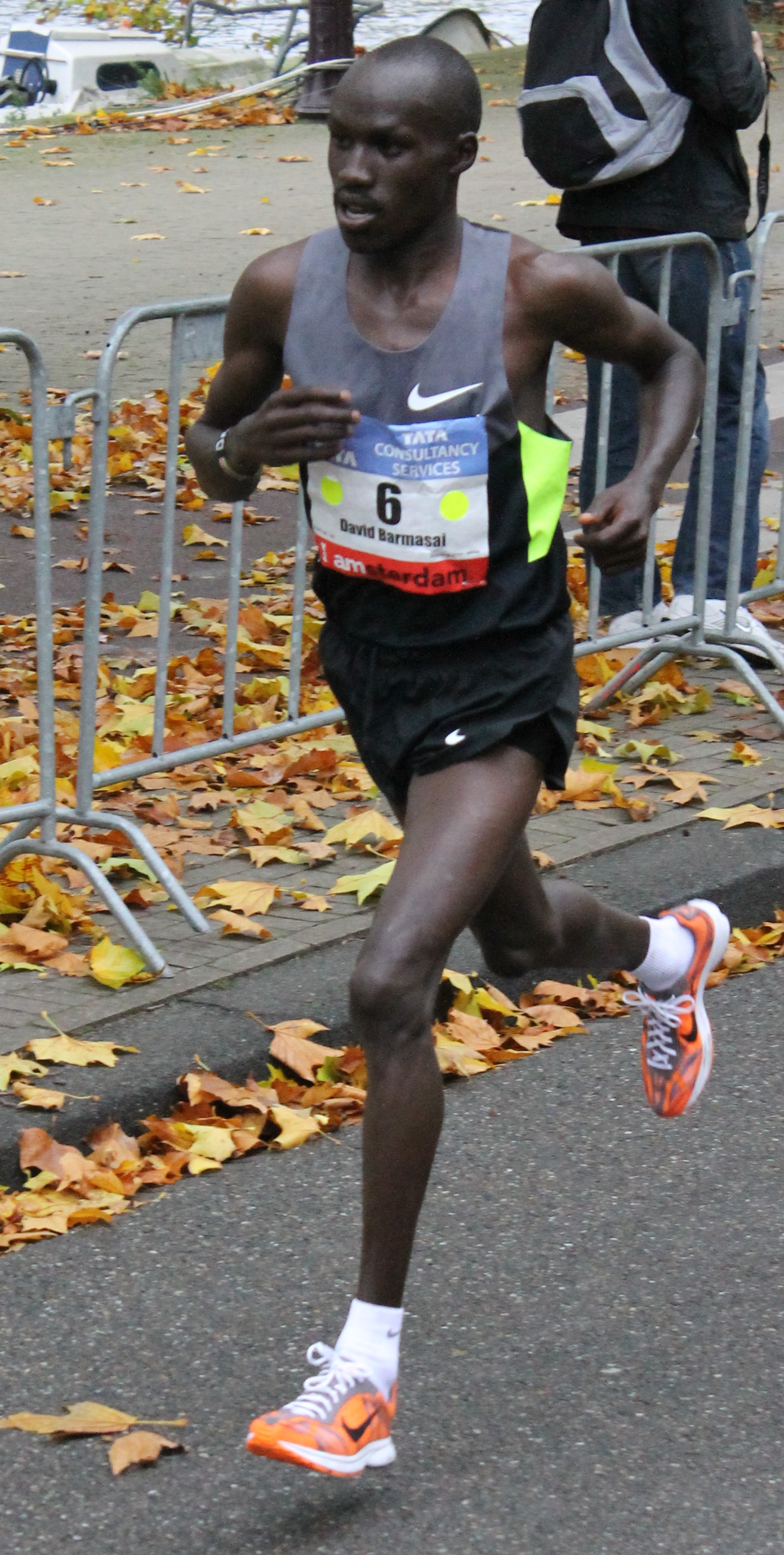
Amsterdam-Marathon 2012

David Barmasai Tumo (* 1989) ist ein kenianischer Marathonläufer.
Tumo gewann 2009 den Eldoret-Marathon auf 2100 m Höhe in 2:16:00 h. Im folgenden Jahr siegte er, ebenfalls in Höhenlage, beim Nairobi-Marathon und steigerte seine Bestleistung auf 2:10:31 h. International bekannt wurde er allerdings erst 2011 durch seinen Sieg beim Dubai-Marathon in 2:07:18 h. Es war sein erstes Rennen außerhalb Kenias.
Bei den Leichtathletik-Weltmeisterschaften 2011 in Daegu wurde er in 2:11:39 h Fünfter.